# Austrogymnocnemia maculata
Austrogymnocnemia maculata är en insektsart som först beskrevs av Tillyard 1916.  Austrogymnocnemia maculata ingår i släktet Austrogymnocnemia och familjen myrlejonsländor. Inga underarter finns listade i Catalogue of Life.